# Palpomyia calcarata
Palpomyia calcarata är en tvåvingeart som beskrevs av Edwards 1929. Palpomyia calcarata ingår i släktet Palpomyia och familjen svidknott. Inga underarter finns listade i Catalogue of Life.